# Mariana Constantin

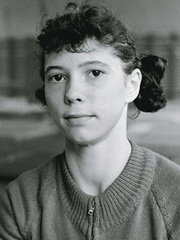
Mariana Constantin

Mariana Constantin (* 3. August 1960 in Ploiești) ist eine ehemalige rumänische Kunstturnerin.
Sie begann im Alter von fünf Jahren mit dem Turnen. 1976 nahm Constantin an den Olympischen Spielen teil. In Montreal gewann sie mit der rumänischen Mannschaft mit Nadia Comăneci, Georgeta Gabor, Anca Grigoraș und Gabriela Trușcă die Silbermedaille. Außerdem erreichte sie im Einzelmehrkampf den elften Platz. Im selben Jahr wurde sie beim Chunichi Cup punktgleich mit der sowjetischen Turnerin Jelena Dawydowa Dritte im Einzelmehrkampf.